# Джо Вільямс (політик)
Джозеф «Джо» Вільямс (англ. Joseph "Joe" Williams; 4 жовтня 1934, Аїтутакі — 4 вересня 2020, Окленд, Нова Зеландія) — політичний діяч та 7-й Прем'єр-міністр Островів Кука (29 липня — 18 листопада 1999 року).

## Життєпис
Джозеф Вільямс народився 4 жовтня 1934 року на Аїтутакі (в числі його предків був відомий шукач пригод Вільям Мастерс з острова Палмерстон). 1947 року поїхав до Нової Зеландії, де, отримавши державну стипендію, навчався у Нортленд-коледжі. 1960 року закінчив медичну школу Отаго, після чого отримав ступінь магістра громадського здоров'я у Гавайському університеті. Повернувшись 1964 року, працював лікарем, секретарем соціальних служб, займався дослідженням тропічних хвороб та філяріїдозів.
Вперше Джо Вільямс був обраний до парламенту Островів Кука на виборах 1968 року у якості кандидата від Партії Островів Кука. Він займав пост міністра охорони здоров'я та освіти з 1974-го по 1978 роки, після чого покинув партію.
Пізніше переїхав до Нової Зеландії, де знову вступив до Партії Островів Кука і 1994 року був обраний кандидатом на місце закордонного представника  жителів Островів Кука (в основному в Новій Зеландії). Він також займав посаду міністра охорони здоров'я, туризму, транспорту та державних підприємств у 1994—1996 роках. У липні 1999 року, після відставки Джеффрі Генрі, Вільямса було обрано у якості нового прем'єр-міністра (це викликало незадоволення у деяких політичних колах, передусім через те, що більшу частину часу прем'єр проживав за кордоном). Після розпаду парламентської коаліції Партії Островів Кука та Партії нового альянсу Партія Островів Кука втратила парламентську більшість, в результаті чого Вільямсу довелося піти у відставку. Новим прем'єром було обрано Терепаї Маоате. 2005 року Вільямс знову брав участь у виборах, але пройти до парламенту йому не вдалося.
Джо Вільямс помер 4 вересня 2020 року в одній з лікарень Окленда у 85-річному віці від ускладнень, викликаних коронавірусним захворюванням COVID-19.

## Відзнаки
- 1977 — Медаль Срібного ювілею королеви Єлизавети II.
- 2011 — Почесний орден королеви (кавалерського ступеня).